# Hyperacanthus ambovombensis
Hyperacanthus ambovombensis är en måreväxtart som beskrevs av Franck Rakotonasolo och Aaron Paul Davis. Hyperacanthus ambovombensis ingår i släktet Hyperacanthus och familjen måreväxter. Inga underarter finns listade i Catalogue of Life.